# قياسات فوكو لسرعة الضوء
في عام 1850، استخدم ليون فوكو مرآة دوارة لإجراء قياس تفاضلي لسرعة الضوء في الماء مقابل سرعته في الهواء. و في عام 1862، استعان بجهاز مماثل لقياس سرعة الضوء في الهواء أيضا.

## الخلفية
قبل ذلك، و في عام 1834، طور تشارلز ويتستون طريقة لاستخدام مرآة تدور بسرعة كبيرة لدراسة الظواهر العابرة، و طبق هذه الطريقة لقياس سرعة الكهرباء في سلك و مدة الشرارة الكهربائية. و بذلك، قد نقل فكرة إلى فرانسوا أراغو مفادها أن طريقته يمكن تكييفها لدراسة سرعة الضوء. 
كانت الفترة من أوائل إلى منتصف القرن التاسع عشر فترة نقاش مكثف حول طبيعة الضوء الجسيمية مقابل الموجية. على الرغم من أن ملاحظة بقعة أراجوthe Arago spot) في عام 1819 ربما بدت و كأنها حسمت الأمر بشكل نهائي لصالح نظرية موجة فرينل للضوء ، إلا أن العديد من المخاوف استمرت في الظهور خاصة و لأن نظرية نيوتن للجسيم يمكن معالجتها بشكل أكثر إرضاءً.  في منشور عام 1838، قام أراغو بتوسيع مفهوم ويتستون ، مقترحًا أن المقارنة التفاضلية لسرعة الضوء في الهواء مقابل سرعة الضوء في الماء من شأنها أن تساعد في التمييز بين النظريتين الجسيمية و الموجية للضوء.
بين عامي 1843 و 1845عمل فوكو مع هيبوليت فيزو في مشاريع مثل التصوير الداجيريوتايب لالتقاط صور للشمس  و توصيف نطاقات الامتصاص في طيف الأشعة تحت الحمراء لضوء الشمس في عام 1847.  في عام 1845، اقترح أراغو على فيزو و فوكو محاولة قياس سرعة الضوء. ومع ذلك، يبدو أنه في وقت ما من عام 1849، حدث خلاف بين الاثنين، و انفصلا بعدها.  :124 في عامي 1848 و 1849، استخدم فيزو جهازًا مزودًا بعجلة مسننة، و ليس مرآة دوارة هذه المرة، لإجراء قياس مطلق لسرعة الضوء في الهواء.
في عام 1850، تمكن كل من فيزو و فوكو من استعمال أجهزة المرآة الدوارة لإجراء قياسات نسبية لسرعة الضوء في الهواء مقابل سرعة الضوء في الماء.
استعان فوكو ببول جوستاف فرومينت لبناء جهاز المرآة الدوارة  حيث قام بتقسيم شعاع الضوء إلى شعاعين، يمر أحدهما عبر الماء بينما يسافر الآخر عبر الهواء في 27 أبريل 1850،  :127و أكد أن سرعة الضوء كانت أكبر أثناء انتقاله عبر الهواء، مما يؤكد على ما يبدو نظرية موجة الضوء.  
و بمباركة أراغو، وظف فيزو شركة LFC Breguet لبناء جهازه. و قد توصلوا إلى نتائجهم في 17 يونيو 1850، بعد سبعة أسابيع من خروج فكرة جهاز فوكو إلى النور.  :129
لتحقيق سرعات الدوران العالية اللازمة، تخلى فوكو عن آلية الساعة واستعمل جهازًا متوازنًا يعمل بالبخار و الذي صممه تشارلز كانيارد دي لا تور. إضافة إلى ذلك، فقد استخدم في الأصل مصنعة مرايا من مادتي القصدير و الزئبق، و لكن عند سرعات تتجاوز 200 دورة في الثانية، كانت الطبقة العاكسة تنكسر، لذلك قرر تحربة مرايا فضية جديدة.  :126-127

## تحديد جهاز فوكو بسرعة الضوء

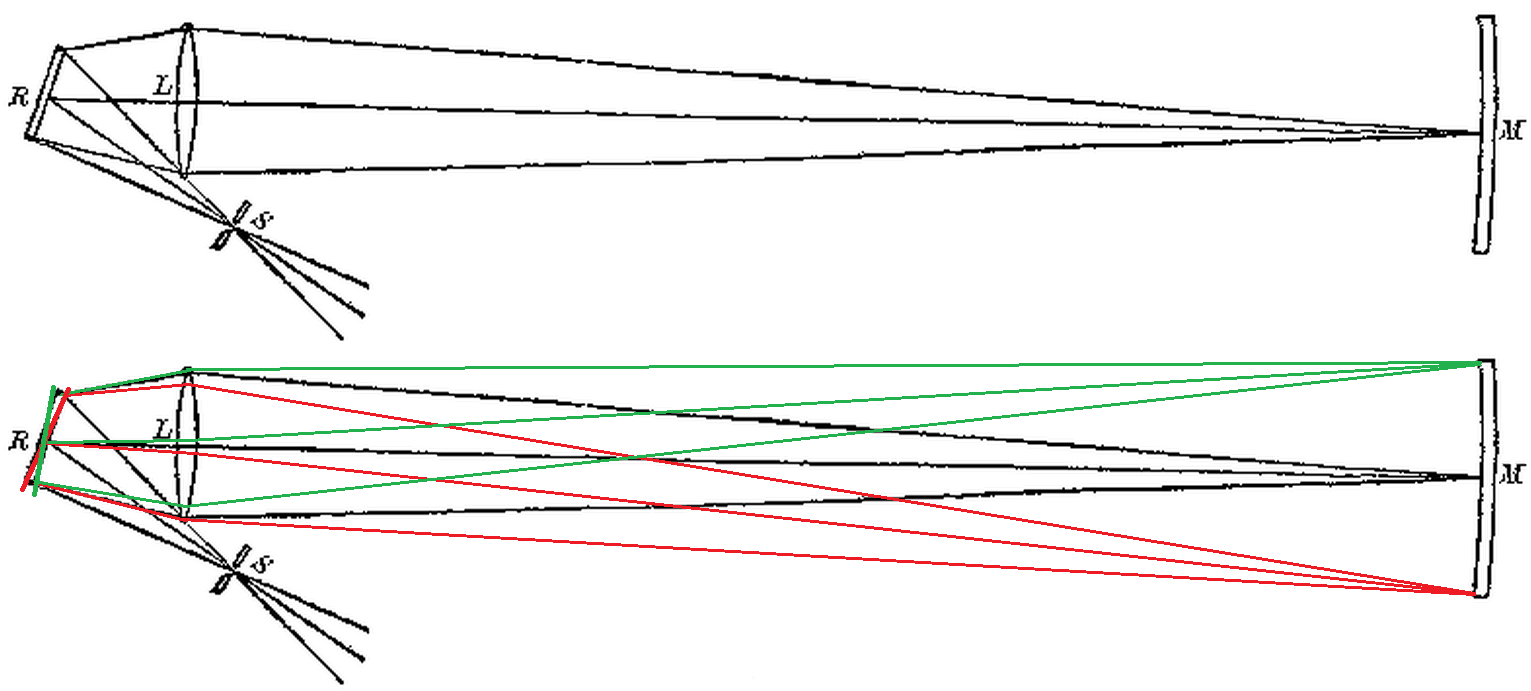
الشكل 1: في تجربة فوكو، تشكل العدسة L صورة للشق S عند المرآة الكروية M. إذا كانت المرآة R ثابتة، فإن الصورة المنعكسة للشق تتشكل عند الموضع الأصلي للشق S بغض النظر عن كيفية إمالة R، كما هو موضح في الشكل الموضح أدناه. ومع ذلك، إذا دارت R بسرعة، فإن التأخير الزمني بسبب السرعة المحدودة للضوء المسافر من R إلى M والعودة إلى R يؤدي إلى إزاحة الصورة المنعكسة للشق عند S.

### تجربة 1850
في عام 1850، قام ليون فوكو بقياس السرعات النسبية للضوء في الهواء و الماء. و ذلك بعد اقترح أراغو الفكرة التجربة ، الذي كتب:
يتضمن الجهاز (الشكل 1) مرور الضوء عبر الشق S، و انعكاسه عن المرآة R، و تكوين صورة للشق على المرآة الثابتة البعيدة M. ثم يمر الضوء مرة أخرى إلى المرآة R لينعكس مرة أخرى إلى الشق الأصلي. فإذا كانت المرآة R ثابتة، فإن صورة الشق ستعاد تشكيلها عند S.
ومع ذلك، إذا كانت المرآة R تدور، فسوف تتحرك قليلاً في الوقت الذي يستغرقه الضوء للارتداد من R إلى M ثم العودة، و سوف ينحرف الضوء بعيدًا عن المصدر الأصلي بزاوية صغيرة، مما يشكل صورة على جانب الشق. 
قام فوكو بقياس السرعة التفاضلية للضوء عبر الهواء مقابل الماء و ذلك بالاستعانة بمرآتين بعيدتين (الشكل 2). وضع أنبوبًا من الماء يبلغ طوله ثلاثة أمتار أمام أحدهما.  :127الضوء الذي يمر عبر الوسط الأبطأ تكون صورته أكثر تشتتًا. و من خلال إخفاء مرآة مسار الهواء جزئيًا، تمكن من التمييز بين الصورتين المتراكبتين فوق بعضهما البعض.  :127فوجد أن سرعة الضوء في الماء أبطأ من سرعته في الهواء.
للأسف، لم تحدد هذه التجربة السرعات المطلقة للضوء في الماء أو الهواء، بل سرعتهما النسبية فقط. ولم يكن من الممكن قياس سرعة دوران المرآة بدقة كافية لتحديد السرعات المطلقة للضوء في الماء أو الهواء. فمع سرعة دوران 600-800 دورة في الثانية، كانت الإزاحة 0.2 إلى 0.3 مم .  :128-129
و بتوجيه من دوافع مماثلة لشريكه السابق، أصبح فوكو في عام 1850 أكثر اهتمامًا بتسوية الخلل بين الجسيم و الموجة من اهتمامه بتحديد قيمة مطلقة دقيقة لسرعة الضوء.   كانت نتائج تجاربه، التي أعلن عنها قبل وقت قصير من إعلان فيزو عن نتائجه حول نفس الموضوع، بمثابة "دق المسمار الأخير في نعش" نظرية نيوتن الجسيمية للضوء عندما أظهرت أن الضوء يسافر بشكل أبطأ عبر الماء مقارنة بالهواء.  كان نيوتن قد شرح الانكسار على أنه سحب الوسط للضوء، مما يعني زيادة سرعة الضوء في الوسط.  نتيجة لذلك، أصبحت النظرية الجسيمية للضوء معطلة تمامًا، حيث طغت عليها النظرية الموجية أكثر.  مما أدى إلى الاستمرار على هذه الحالة حتى عام 1905، عندما قدم العالم أينشتاين حججًا استدلالية مفادها أنه في ظل ظروف مختلفة، مثل عند النظر في التأثير الكهروضوئي ، يُظهر الضوء سلوكيات تشير إلى طبيعة الجسيمات. 
و بفضل جهوده، حصل فوكو على وسام جوقة الشرف برتبة فارس، و في عام 1853 حصل على درجة الدكتوراه من جامعة السوربون.  :130

### تجربة 1862

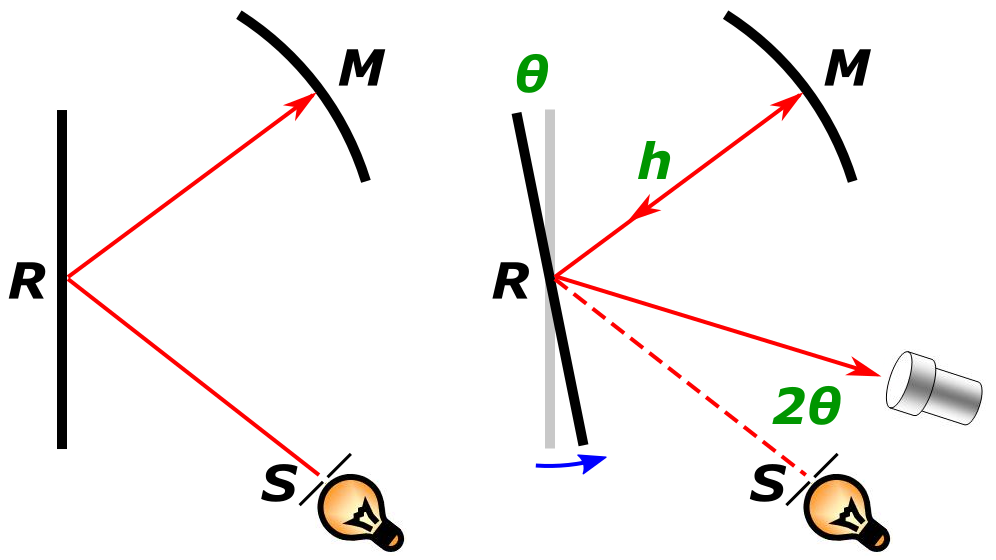
الشكل 3: مخطط لجهاز فوكو. اللوحة اليسرى : المرآة R ثابتة. تشكل العدسة L (غير موضحة) صورة للشق S على المرآة الكروية M. تتشكل الصورة المنعكسة للشق عند الموضع الأصلي للشق S بغض النظر عن كيفية إمالة R. اللوحة اليمنى : المرآة R تدور بسرعة. ينعكس الضوء المنعكس من المرآة M عن المرآة R التي تقدمت بزاوية θ أثناء عبور الضوء. يكتشف التلسكوب الصورة المنعكسة للشق عند الزاوية 2θ بالنسبة لموضع الشق S.

في تجربة فوكو عام 1862، كان يرغب في الحصول على قيمة مطلقة و دقيقة لسرعة الضوء، حيث كان اهتمامه هو الخروج باستنتاح قيمة محسنة للوحدة الفلكية .   في ذلك الوقت، كان يعمل في مرصد باريس تحت إشراف أوربان لو فيرييه . الذي كان يعتقد استنادًا إلى حسابات ميكانيكا السماوات المكثفة، أن القيمة الإجماعية لسرعة الضوء ربما كانت أعلى بنسبة 4%. منعت القيود التقنية فوكو من فصل المرآتين R وM بما يزيد عن 20 ضعفًا. متر. وعلى الرغم من طول المسار المحدود هذا، فقد تمكن من قياس إزاحة صورة الشق (أقل من 1 مم  ) بدقة كبيرة. و بالإضافة إلى ذلك، و على عكس الحالة مع تجربة فيزو التي تطلبت قياس معدل دوران عجلة مسننة ذات سرعة قابلة للتعديل، فإنه كان قادرًا على تدوير المرآة بسرعة ثابتة تحدد كرونومتريًا. مما يعني أن جهازه أكد تقدير لو فيرييه.  :227–234حيث أن رقمه لعام 1862 لسرعة الضوء (298000) كم/ثانية) كانت ضمن 0.6% من القيمة الحديثة. 
كما هو موضح في الشكل 3، الصورة النازحة للمصدر (الشق) تكون بزاوية 2 θ من اتجاه المصدر. 
| إذا كانت المسافة بين المرآتين هي h ، فإن الزمن بين الانعكاس الأول والثاني على المرآة الدوارة هو 2 h / c ( c = سرعة الضوء). إذا دارت المرآة بسرعة زاوية ثابتة معروفة ω ، فإنها تغير الزاوية أثناء ذهاب الضوء ذهابًا وإيابًا بمقدار θ يعطى بواسطة: {\displaystyle \theta ={\frac {2h\omega }{c}}=\omega t\ .} يتم حساب سرعة الضوء من الزاوية المرصودة θ والسرعة الزاوية المعروفة ω والمسافة المقاسة h كما يلي: {\displaystyle c={\frac {2\omega h}{\theta }}\ .} |

## تحسين قياسات مايكلسون تجربة فوكو

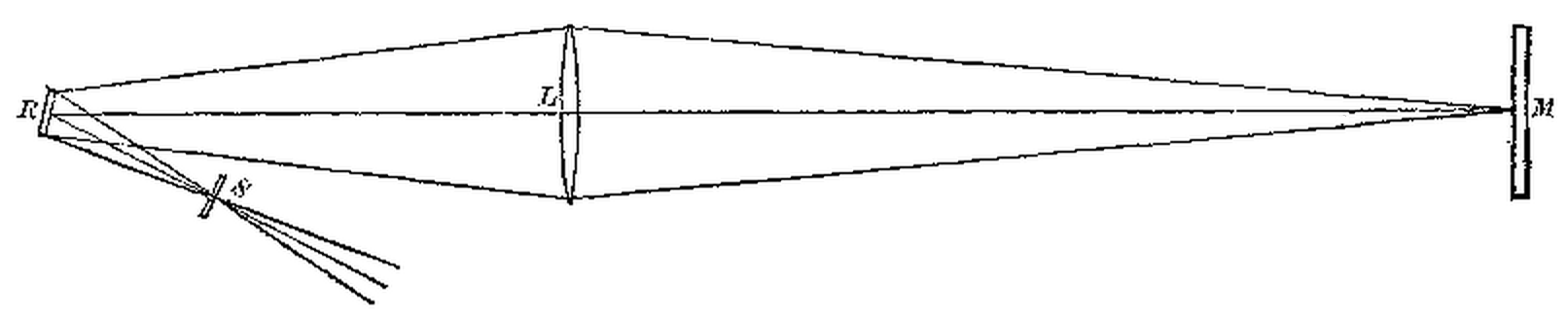
الشكل 4: تضمنت إعادة مايكلسون عام 1879 لتحديد سرعة الضوء لفوكو العديد من التحسينات التي مكنت من استخدام مسار ضوء أطول بكثير.

و قد لوحظ في الشكل 1 أن فوكو وضع المرآة الدوارة R أقرب ما يمكن إلى العدسة L و ذلك من أجل زيادة المسافة بين R و الشق S. فعندما تدور R، تنتقل صورة مكبرة للشق S عبر وجه المرآة البعيدة M. و كلما زادت المسافة RM، تنتقل الصورة عبر المرآة M بشكل أسرع و ينعكس ضوء أقل. 
بين عامي 1877 و 1931، أجرى ألبرت أ. ميشيلسون قياسات متعددة لسرعة الضوء في الفترة من 1877 إلى 1879 تحت رعاية سيمون نيوكومب، الذي كان يعمل أيضًا على قياس سرعة الضوء. تضمنت إعدادات مايكلسون العديد من التحسينات على الترتيب الأصلي لفوكو. كما هو موضح في الشكل 4. حيث وضع مايكلسون المرآة الدوارة R بالقرب من التركيز الرئيسي للعدسة L ( أي نقطة التركيز مع الأخذ بعين الاعتبار الأشعة الضوئية المتوازية الواردة). فإذا كانت المرآة الدوارة R موجودة بالضبط عند البؤرة الرئيسية، فإن الصورة المتحركة للشق ستبقى على المرآة المستوية البعيدة M (التي تساوي في قطرها العدسة L) طالما بقي محور قلم الضوء على العدسة، و هذا هو الوضع الصحيح بغض النظر عن مسافة RM. و بذلك تمكن الأخير من زيادة مسافة RM إلى ما يقرب من 2000 قدم. لتحقيق قيمة معقولة لمسافة RS، استخدم عدسة ذات طول بؤري طويل للغاية (150 قدم) و عدل في التصميم بوضع R حوالي 15 أقدام أقرب إلى L من التركيز الرئيسي. مما سمح بمسافة RS تتراوح بين 28.5 إلى 33.3 قدم. من أجل ذلك استخدم شوكة ضبط معايرة بعناية لمراقبة معدل دوران المرآة R التي تعمل بمحرك توربيني هوائي، و كان يقيس عادةً إزاحات صورة الشق في حدود 115 مم.  فكان رقمه لعام 1879 لسرعة الضوء هو299944±51 كم/ثانية، وكان في حدود 0.05% من القيمة الحديثة. و قد تضمنت إعادة تجربته في عام 1926 المزيد من التحسينات مثل استخدام المرايا الدوارة على شكل منشور متعدد الأضلاع (مما يتيح صورة أكثر سطوعًا) و التي يتراوح طولها بين ثمانية إلى ستة عشر وجهًا و قطرها 22 بوصة. و تم مسح خط الأساس لمسافة ميل بدقة تصل إلى أجزاء جزئية من المليون. رقمه بسرعة الضوء أصبح بعدها299,796±4 كم/ثانية  فكانت حوالي 4 فقط كم/ثانية أعلى من القيمة الحالية المقبولة.  توقفت محاولة ميكلسون الأخيرة عام 1931 لقياس سرعة الضوء في الفراغ بسبب وفاته. على الرغم من أن تجربته اكتملت بعد وفاته من قبل . ج. بيز و ف. بيرسون، هناك عوامل مختلفة ساهمت بشكل مباشر في إعاقة القياس بأعلى قدر من الدقة، بما في ذلك الزلزال الذي أحبط عملية قياس خط الأساس. 